# Đại Đồng, Bắc Ninh
Đại Đồng là một xã thuộc tỉnh Bắc Ninh, Việt Nam.

## Địa lý
Xã Đại Đồng có vị trí địa lý:
- Phía đông giáp các xã Liên Bão và Phật Tích
- Phía tây giáp các phường Từ Sơn và Đồng Nguyên
- Phía nam giáp phường Trí Quả và xã Phù Đổng, thành phố Hà Nội
- Phía bắc giáp phường Tam Sơn và xã Tiên Du.

Xã Đại Đồng có diện tích 19,88 km², dân số 84.258 người, mật độ dân số đạt 4.238 người/km².
Dòng sông Tam Giang, một nhánh của con sông huyền thoại Tiêu Tương, chảy suốt theo chiều ngang xã, chia xã Đại Đồng ra làm 2 phần. Ngoài ra còn có dấu tích của ngòi Tào Khê phía sau làng Đại Trung,..

## Hành chính
Xã Đại Đồng chia làm 4 thôn: Dương Húc, Đại Vi, Đại Trung và Đại Thượng.

## Lịch sử

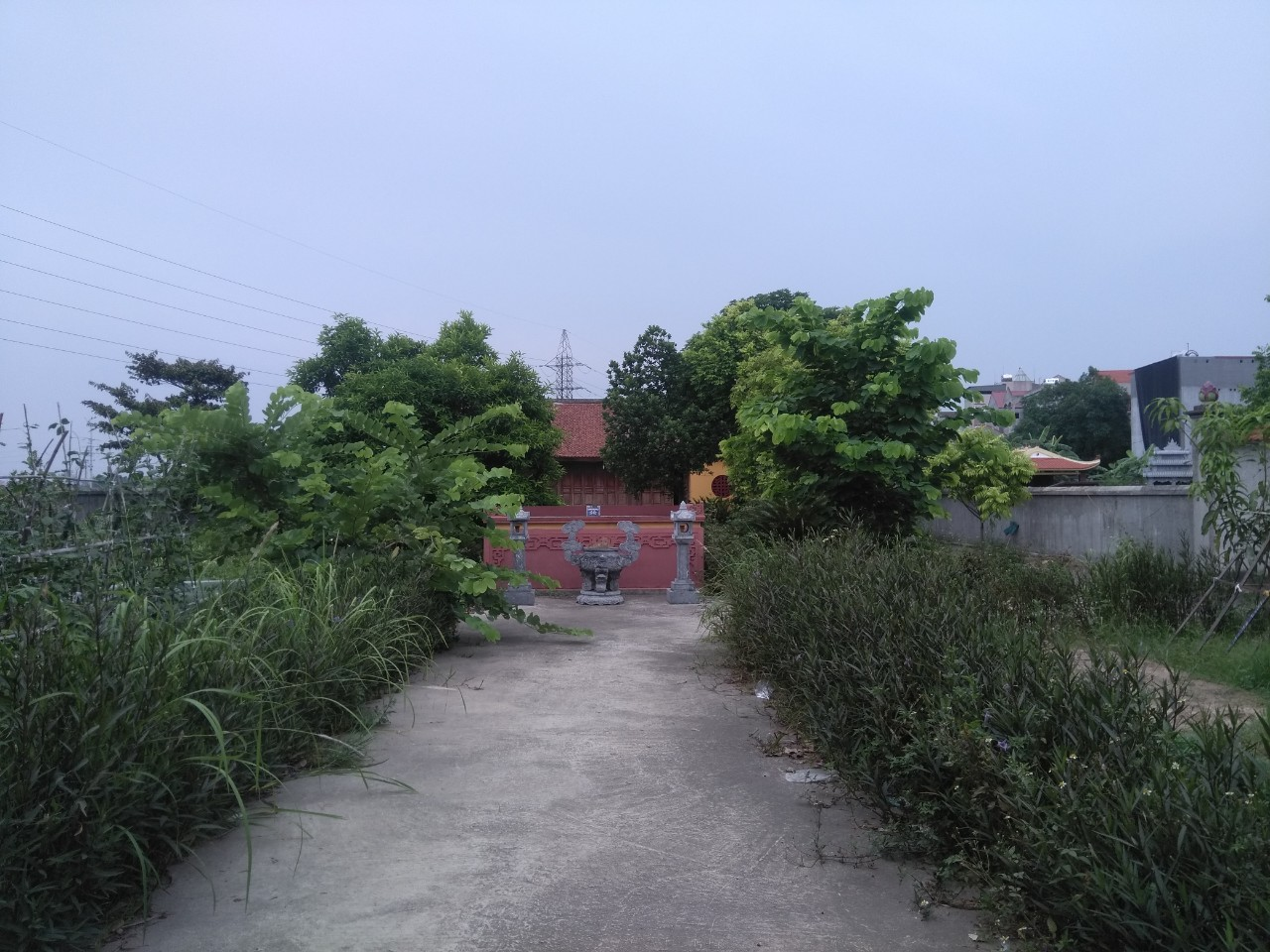
Nghè Xóm Nối, Đại Đồng thờ Bạch Đa, vị tướng nhà Đinh tham gia dẹp 12 sứ quân

Các làng xã ở xứ Kinh Bắc xưa đa phần được tạo ra từ thời Hùng Vương, cách đây hơn 2000 năm. Thời phong kiến trung đại, vùng là xã Đại Đồng ngày nay là đất của 4 xã (tương đương với làng) Dương Húc, Đại Vi, Đại Vi Trung và Đại Vi Thượng thuộc tổng Đại Vi, huyện Tiên Du, phủ Từ Sơn, trấn Kinh Bắc. Năm 1946, sau Cách mạng tháng Tám, đơn vị hành chính cấp tổng và phủ bị bãi bỏ, 4 xã trên gộp vào nhau thành xã mới mang tên xã Đại Đồng thuộc huyện Tiên Du.
Ngày 16 tháng 6 năm 2025, Ủy ban Thường vụ Quốc hội ban hành Nghị quyết số 1658/NQ-UBTVQH15 của UBTVQH về việc sắp xếp các đơn vị hành chính cấp xã của tỉnh Bắc Ninh năm 2025. Theo đó, sắp xếp toàn bộ diện tích tự nhiên, quy mô dân số của các xã Tri Phương, Hoàn Sơn và Đại Đồng thành xã mới có tên gọi là xã Đại Đồng.

## Dân cư
Dân số năm 1999 là 9555 người, chủ yếu là người Kinh.
Năm 2018, dân số cư trú trên địa bàn xã đạt 20.000 người. Trong đó có hơn 6000 người là lao động từ địa phương khác đến làm việc tại các KCN trên địa bàn xã.

## Kinh tế
Kinh tế xã Đại Đồng trước đây chủ yếu là nông nghiệp và buôn bán nhỏ, nghề truyền thống, có nghề mộc nổi tiếng ở Đại Vi, đã tham gia xây dựng nhiều công trình có giá trị trên cả nước và ra cả nước ngoài.
Công nghiệp bắt đầu phát triển mạnh từ năm 2005, với sự hiện diện của 2 KCN lớn là Đại Đồng Hoàn Sơn và Việt Nam - Singapore, kéo theo sự biến động lớn trong thành phần dân cư, an ninh trật tự, góp phần phát triển kinh tế dịch vụ, bán lẻ hàng hóa.
Năm 2017, xã Đại Đồng cùng huyện Tiên Du đạt chuẩn nông thôn mới.
Sau 15 năm công nghiệp hóa, xã Đại Đồng cơ bản chuyển dịch theo hướng kinh doanh dịch vụ, phục vụ nhu cầu của người lao động ở khu công nghiệp. Tỉ lệ dân cư làm nông nghiệp giảm mạnh.

## Di tích lịch sử

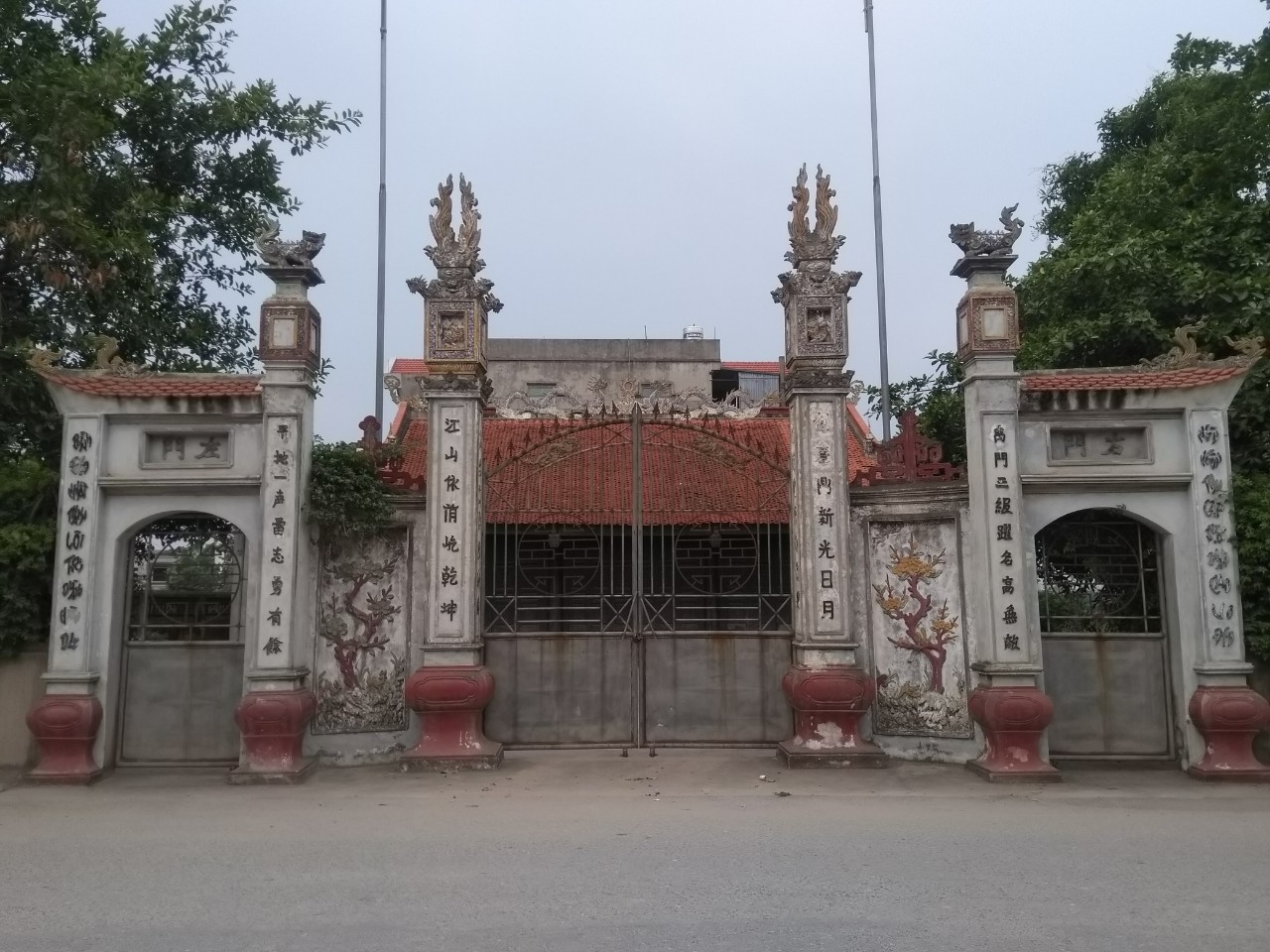
Đình làng Đại Vi thờ 3 vị tướng nhà Đinh Trương Ngọ, Trương Mai, Bạch Đa có công giúp Vua Đinh Tiên Hoàng dẹp 12 sứ quân

Xã Đại Đồng có làng cổ Đại Vi với bề dày lịch sử hình thành từ thời Đinh mà bằng chứng là sự hiện hữu của các di tích lịch sử từ thế kỷ X. Đó là quần thể đình Đại Vi - Nghè xóm Nối - Nghè xóm Gạ thờ các vị tướng nhà Đinh có công dẹp loạn 12 sứ quân, họ đã đóng đồn, chiêu dân chiến đấu và hi sinh tại làng Đại Vi. Cụ thể các di tích:
- Đình làng Đại Vi thờ tam vị đại vương tướng nhà Đinh là Trương Ngọ, Trương Mai và Bạch Đa. 3 vị tướng nhà Đinh đều quê ở động Hoa Lư, đóng ở chùa trang Bối Khê, đạo Sơn Nam. Khi ba ông cầm quân đi đánh quân Ngô, bất ngờ bị tấn công đồn ở trang Đại Vi đã hi sinh. Hàng năm vào dịp lễ hội làng Đại Vi có rước kiệu từ các di tích trong làng như Nghè Gạ thờ Trương Ngọ và Nghè Nối thờ Bạch Đa về đình làm lễ.
- Nghè Gạ hay miếu xóm Gạ là nơi thờ người anh cả Trương Ngọ, tương truyền đây cũng là nơi ông đóng đồn chiêu dân dẹp loạn.
- Nghè Nối hay miếu xóm Nối thờ tướng Bạch Đa, là em họ của Trương Ngọ và Trương Mai. Vị trí Nghè xóm Nối là nơi các ông chiến đấu anh dũng và hy sinh tại đây.